# Château de Louvignies
O Château de Louvignies é um castelo localizado a 6 quilômetros de Soignies, na província de Hainaut, na Bélgica. Foi designado como sede de um senhorio em 1389 e adquirida em 1716 pelo governador de Charleroi, Rodrigo de Peralta, que construiu um castelo rodeado por um fosso. Em 1767, a estrutura foi modernizada com a adição de um subsolo, uma torre e uma sala em estuque no piso térreo, decorada ao gosto do século XVIII. Em 1798, através do casamento, o castelo tornou-se o reduto da Família Villegas.
O jardim inglês, desenhado na planta de um parque, foi criado em maio de 1834 por C. Th. Petersen, provavelmente a pedido de Balthazar de Villegas. Tornou-se a casa do conde Léon de Villegas de Saint-Pierre quando ele abandonou a carreira diplomática para se tornar prefeito de Chaussée-Notre-Dame-Louvignies, após seu casamento em 1868 com Marie-Ferdinande de Maillin. Em 1870, o conde deu início a uma grande reforma da propriedade, contratando Désiré Limbourg como arquiteto para reformar os prédios e Louis Fuchs como paisagista. Após a compra de terreno adicional, drenagem e preenchimento dos fossos circundantes, 600 árvores foram plantadas em 1871. No ano seguinte, um lago, medido por duas pontes, foi criado e a casa de resfriamento foi construída. Em 1873, caminhos e gramados foram concluídos, e o parque foi cercado e fechado. Entre 1874 e 1875, a Capela do Pântano foi construída, seguida por uma ala estável e uma garagem.
O próprio castelo foi reestruturado entre 1878 e 1882. A torre foi ampliada para dominar o lado norte e a ala voltada para o sul teve seu tamanho duplicado. Uma nova ala no piso térreo continha quartos de estado, uma sala de estar e sala de jantar e a ala leste foi ampliada com torres e amenidades modernas. A entrada sob um amplo alpendre, que antes ficava a poente no final da ponte sobre o fosso, foi transferida para a fachada sul com vista para o parque. Ao entrar no vestíbulo, os quartos se ramificavam para a direita na sala de boas-vindas e para a esquerda na sala de bilhar com uma grande escadaria extensa. A escada foi enfeitada com grades de metal e motivos dos braços da Família Villegas. O interior foi remodelado mas as lareiras e as áreas pintadas por cima das portas foram recuperadas. Os quartos do andar de cima com banheiros ficavam em cada lado de um corredor central. A cozinha e as áreas de serviço localizavam-se na cave e foram instalados elevadores. Mais tarde, foram adicionados radiadores e a eletricidade foi instalada em 1897.
No momento, o recinto está aberto de maio a novembro. O design de interiores, móveis e utensílios domésticos que pertenciam à Família Villegas foram preservados na casa. É representativo do período da Belle Époque. A propriedade apareceu em vários filmes, incluindo Germinal de Claude Berri, Angel de François Ozon e Landes de François-Xavier Vives, com Marie Gillain. Uma exposição, apresentando a ex-residente Maria de Villegas de Saint-Pierre, filha do Conde Léon de Villegas de Saint-Pierre, que cresceu na casa e foi enfermeira durante a Primeira Guerra Mundial, também foi apresentada na casa.